# Robert David MacDonald
Pour les articles homonymes, voir MacDonald.
Robert David MacDonald (27 août 1929 - 19 mai 2004) est un dramaturge, traducteur et directeur de théâtre britannique.

## Biographie
Né en 1929 à Elgin, en Écosse (Royaume-Uni), Robert David MacDonald a passé quelques années en tant que traducteur pour l'UNESCO, avant de devenir l'assistant du directeur de l'opéra de Glyndebourne, dans le Sussex (Angleterre), puis du Royal Opera House à Covent Garden (Londres).
En 1971, il devient le codirecteur artistique du Citizens Theatre de Glasgow, jusqu'à sa retraite en 2003.
Entre-temps, il dirigea cinquante représentations et écrivit quinze pièce pour la compagnie, dont The De Sade Show (1975), Chinchilla (1977), Conférence au sommet (1978, avec Glenda Jackson, Georgina Hale et Gary Oldman), Une perte de temps (1980), Don Juan (1980), Webster (1983), In Quest of Conscience (1994), Britannicus (2002) et Cheri (2003).
Il traduisit également en anglais de nombreux opéras ou pièces de théâtre écrits en différentes langues (Molière, Beaumarchais, Fassbinder, Pirandello, Schiller, Gogol, Lermontov, Lorca, Gœthe, etc.)
Son adaptation de Guerre et Paix d'après le roman de Léon Tolstoï, et mise en scène par Erwin Piscator, dura deux saisons à Broadway et lui valut un Emmy à sa diffusion à la télévision américaine.